# Google Планета Земля
Google Планета Земля (англ. Google Earth) — проект компании Google, запущенный в 2001 году. Проект отображает спутниковые (или в некоторых точках аэрофото-) изображения всей земной поверхности. Фотографии некоторых регионов имеют беспрецедентно высокое разрешение.

## История
Первоначально основная технология Google Планета Земля была разработана компанией Intrinsic Graphics в конце 1990-х годов. В то время компания преимущественно занималась разработкой библиотек программного обеспечения для 3D-игр. Для демонстрации своего трёхмерного программного обеспечения они создали виртуальный вращающийся глобус, который можно было увеличивать, как в фильме «Десятые степени». Демонстрация имела популярность, но руководство компании Intrinsic хотело сосредоточиться на игровой индустрии, и в 1999 году для разработки технологий картографии они создали дочернюю компанию Keyhole Inc. во главе с Джоном Ханке. Keyhole разработала способ потоковой передачи больших баз картографических данных через Интернет на клиентское программное обеспечение и приобрела наборы картографических данных у правительств и других источников. Под брендом «Keyhole EarthViewer» их программный продукт продавался на компакт-дисках для использования в таких областях, как недвижимость, городское планирование, военных нужд и разведки. Абонентская плата взималась ежегодно. Несмотря на ряд сделок с компаниями Nvidia и Sony, у компании возникли проблемы с выплатой заработной платы, что привело к массовым увольнениям.
Основная масса трёхмерных данных о поверхности Земли и рельефе была получена в ходе Shuttle Radar Topography Mission (миссия шаттла Индевор STS-99 в феврале 2000 года) и некоторых других полётов шаттлов. Однако существовавшие на тот момент технологии передачи и обработки данных были ещё недостаточно развиты для обработки такого существенного объёма информации.
Ситуация для проекта изменилась в начале 2003 года, когда CNN получила скидку на программное обеспечение в обмен на размещение логотипа Keyhole в эфире при использовании карты. Компания рассчитывала, что Keyhole EarthViewer будут использовать в коротких 5-10-секундных предварительно записанных анимационных роликах. Но в 2003 году во время операции по вторжению США в Ирак программное обеспечение Keyhole широко использовались журналистом CNN Майлзом О’Брайеном. Это дало возможность миллионам зрителей следить за ходом войны совершенно иначе. События в Ираке вызвали взрывной интерес к программному обеспечению компании Keyhole и в итоге её серверы не справились с нагрузкой. Вскоре к Keyhole обратились венчурная компания Центрального разведывательного управления In-Q-Tel и Национальное агентство геопространственной разведки для использования программного обеспечения Keyhole в работе с базами данных военной картографии. Предложение было принято, что привело к столь необходимым инвестициям.
В 2003 году компания Intrinsic Graphics была куплена разработчиком компьютерных игр Vicarious Visions. А после провала продаж их игровых библиотек основная группа её инженеров и менеджеров перешла в Keyhole под руководством Джоном Ханке.
В это время Google обнаружил, что более 25 % его поисковых запросов носили геопространственный характер, в частности, поиск карт и построение маршрутов. В октябре 2004 года Google приобрела Keyhole в рамках стратегии по улучшению обслуживания своих пользователей. В 2005 году Google сделала сервис общедоступным (сначала только для территории США, затем Европы, а позже - и всего мира).
13 марта 2019 года Google внедрила в Google Планета Земля мини-игру по мотивам игры 1985 года «Где находится Кармен Сандиего?».

## Отображение
Google Планета Земля отображается в виде цифрового глобуса, который отображает поверхность планеты, используя одно составное изображение с большого расстояния. При большом увеличении изображения переходят в различные изображения одной и той же области с более мелкими деталями, которые могут различаться по дате и времени съёмки от одной области к другой. Используются изображения, полученные как со спутников, так и путём аэрофотосъёмки. До запуска агентством НАСА и Геологической службой США спутника Landsat 8 Google частично полагался на снимки с Landsat 7, которые страдали от аппаратного сбоя, который оставлял диагональные промежутки в изображениях. В 2013 году компания Google применила новый метод обработки данных для устранения этой проблемы, предоставив то, что было описано как наследник изображения Земли, известного как Blue Marble. Это было достигнуто путём объединения нескольких наборов изображений, снятых спутником Landsat 7, для устранения облаков и диагональных промежутков, создавая единое «мозаичное» изображение. В нынешний момент для предоставления изображений более высокого качества Google использует спутник Landsat 8. Изображения размещены на серверах Google, по этой причине обязательно требуется подключение к Интернету.
Детализация изображений варьируется от 15 метров до 15 сантиметров. Для большей части Земли Google Планета Земля использует данные цифровой модели рельефа, собранные миссией НАСА «Shuttle Radar Topography Mission». Это создаёт впечатление трёхмерного рельефа даже на двухмерном изображении.
Каждое изображение, созданное в Google Планета Земля с использованием спутниковых данных, предоставленных Google Планета Земля, является картой, защищённой авторским правом. Любая производная от Google Планета Земля работа, сделанная с использованием данных Google, защищённых авторским правом, в соответствии с Законом США об авторском праве не может использоваться, кроме как в соответствии с лицензиями, предоставляемыми Google. Компания Google разрешает некоммерческое использование изображений исключительно в личных целях.
Начиная с версии 5.0 Google представила функцию Historical Imagery, позволяя пользователям просматривать более ранние изображения. При нажатии на значок часов на панели инструментов появляется ползунок времени, который отмечает время доступных изображений из прошлого. Эта функция позволяет наблюдать изменения области со временем.

### Трёхмерное отображение (3D)
Google Планета Земля имеет возможность показывать 3D-модели зданий, сооружений и памятников в отдельных городах, в том числе и в высоком качестве. Первые трёхмерные здания в Google Планета Земля были созданы с использованием приложения для 3D-моделирования Google SketchUp, а начиная с 2009 года - и с помощью Google Building Maker и были загружены в Google Планета Земля через Google SketchUp 3D Warehouse. В июне 2012 года Google объявил, что будет заменять созданные пользователями 3D-модели зданий на модели на основе автоматически сгенерированной полигональной сетки. Этот процесс будет происходить поэтапно, начиная с отдельных крупных городов. Исключение составят такие города, как Лондон и Торонто, поскольку требуется больше времени для обработки детальных изображений из-за огромного числа зданий в этих городах. Причиной для этого шага послужило то, что компания Google решила обеспечить большую однородность 3D-зданий, чтобы конкурировать с Nokia Here и Apple Maps, которые уже использовали аналогичную технологию. На первом этапе предполагалось охватить 21 город в 4 странах мира. К началу 2016 года трёхмерные изображения были смоделированы для сотен городов в более чем 40 странах, включая все штаты США, и охватывали все континенты, кроме Антарктиды.

### Street View
15 апреля 2008 года, начиная с версии 4.3, Google полностью интегрировал Street View в Google Планета Земля. Street View отображает полные круговые панорамные фотографии улиц городов и их окрестностей. Фотографии были сделаны камерами, установленными на автомобилях. Панорамы можно просматривать в разных масштабах и под разными углами.

### Океан
В версии 5.0 Google Планета Земля в 2009 году была представлена функция Google Ocean, которая позволяет пользователям масштабировать дно океана и просматривать трёхмерную батиметрию. 14 апреля 2009 года Google добавил батиметрические данные для Великих озёр. В июне 2011 года Google увеличил разрешение некоторых глубоких участков дна океана с 1-километровой сетки до 100 метров. Дно в высоком разрешении можно увидеть в Гудзоне в районе Нью-Йорка, на подводной горе Вини у Гавайских островов и у хребта Мендосино, расположенного у тихоокеанского побережья США.

## Космос
В Google Планета Земля существует возможность исследовать Марс и Луну, просматривать звёздное небо с Земли и из космоса, в том числе поверхности различных объектов в Солнечной системе.

### Google Sky
Google Sky — это функция, которая была представлена в приложении Google Планета Земля версии 4.2 22 в августе 2007 года. В виде веб-приложения существует с 13 марта 2008 года. В виде приложения для смартфонов Android Google Sky имела функции дополненной реальности. Google Sky позволяет пользователям просматривать звёзды и другие небесные тела. Google Sky был создан компанией Google в партнёрстве с Space Telescope Science Institute (STScI) в Балтиморе, научно-исследовательским центром космического телескопа Хаббл. Доктора Альберто Конти и Карол Кристиан из STScI планируют добавить общедоступные изображения, полученные начиная с 2007 года и цветные изображения всех архивных снимков с камеры Advanced Camera for Surveys (ACS), которая установлена на телескопе Хаббл. Новые изображения телескопа Хаббл будут добавляться в программу Google Sky по мере их публикации.
Сообществу Google Планета Земля будут предоставлены новые функции, такие, как многоволновые исследования, положения основных спутников и их орбит, а также другие образовательные данные. Также в режиме «Небо» видны созвездия, звёзды, галактики и анимация, изображающая планеты на их орбитах. Аналогами Google Sky можно считать Microsoft WorldWide Telescope и Stellarium.

### Google Mars
Google Mars — это приложение в Google Earth, которое является версией программы со снимками планеты Марс. Компания Google представила и браузерную версию Google Mars, но карты в приложении Google Планета Земля для компьютера имеют гораздо более высокое разрешение и включают трёхмерное отображение рельефа, а также снимки в инфракрасном диапазоне и данные о высотах. Для отдельных участков поверхности Марса предоставлены изображения с очень высоким разрешением, полученные с камеры HiRISE космического аппарата Mars Reconnaissance Orbiter, которые имеют разрешение, аналогичное для городов на Земле. Также имеется много панорамных изображений в высоком разрешении с различных марсоходов программы Mars Exploration Rovers, Spirit и Opportunity, которые можно просматривать аналогично Google Street View.
У Марса также есть небольшое приложение, найденное около лица на Марсе. Оно называется Мелиза. Это роботизированный персонаж, с которым пользователь может разговаривать в чате.

### Google Moon
Google Moon — изначально было представлено как браузерное приложение, которое позволяло исследовать Луну. Google представила эту функцию в Google Earth к 40-летию миссии Apollo 11 20 июля 2009 года. Оно было объявлено и продемонстрировано группе приглашённых гостей Google вместе с Баззом Олдрином в Newseum в Вашингтоне, округ Колумбия. Google Moon включает в себя несколько туров, в том числе один для миссий Apollo, включающий карты, видео и панорамы в стиле Street View, которые предоставлены НАСА.

## Особенность сервиса
На данный момент (апрель 2022 года) существует три версии программы: Google Earth в браузере, скачиваемая Google Earth Pro для персональных компьютеров, Google Earth для мобильных устройств.
К программе Google Earth можно подключить слой пометок Викимапия.

### «Атлантида» в Google Earth
В начале 2009 года после запуска на Google Earth нового сервиса Ocean, предназначенного для просмотра рельефа морского дна, несколькими пользователями на дне Атлантического океана между Гибралтарским проливом и Азорским архипелагом (координаты 31°15′15″ с. ш. 24°15′15″ з. д.) была обнаружена специфическая картинка, напоминающая снимок улиц города с большой высоты. По этому поводу была опубликована соответствующая статья в The Sun и других таблоидах. После этого Google сразу опровергла вывод об Атлантиде, заявив, что изображение является артефактом процесса сбора данных, а прямые линии — курсом кораблей, осуществлявших батиметрическую съёмку.

## Возможности программы
- Google Earth автоматически загружает из интернета необходимые пользователю изображения и другие данные, сохраняет их в памяти компьютера и на жёстком диске для дальнейшего использования. Скачанные данные сохраняются на диске, и при последующих запусках программы закачиваются только новые данные, что позволяет существенно экономить трафик.
- Для визуализации изображения используется трёхмерная модель всего земного шара (с учётом высоты над уровнем моря), которая отображается на экране при помощи интерфейсов DirectX или OpenGL. Именно в трёхмерности ландшафтов поверхности Земли и состоит главное отличие программы Google Earth от её предшественника Google Maps. Пользователь может легко перемещаться в любую точку планеты, управляя положением «виртуальной камеры».
- Практически вся поверхность суши покрыта изображениями, полученными от компании DigitalGlobe и имеющими разрешение 15 м на пиксель. Есть отдельные участки поверхности (как правило, покрывающие столицы и некоторые крупные города большинства стран мира), имеющие более подробное разрешение. Данные высот рельефа имеют разрешение порядка 30 метров по горизонтали на территории США, порядка 90 метров на остальной территории и точность по вертикали вплоть до одного метра[источник не указан 3347 дней].
- Также имеется огромное количество дополнительных данных, которые можно подключить по желанию пользователя. Например, названия населённых пунктов, водоёмов, аэропортов, дороги, ж/д и др. информация. Кроме этого, для многих городов имеется более подробная информация — названия улиц, магазины, заправки, гостиницы и т. д. Имеется слой геоданных (синхронизированный через Интернет с соответствующей базой данных), на котором отображены (с пространственной привязкой) ссылки на статьи из Википедии. В России можно видеть названия улиц всех городов в центральных областях.
- Пользователи могут создавать свои собственные метки и накладывать свои изображения поверх спутниковых (это могут быть карты или более детальные снимки, полученные из других источников). Этими метками можно обмениваться с другими пользователями программы через форум Google Earth Community[34]. Отправленные на этот форум, метки становятся примерно через месяц видны всем пользователям Google Earth[35].
- В программе есть слой «3D-здания» с трёхмерными моделями, добавляемыми разработчиками или самими пользователями посредством сервиса 3D Warehouse. В городах России можно найти модели некоторых значимых памятников архитектуры.
- Есть также упрощённая Java-версия программы для сотовых телефонов.
- Имеется функция измерения расстояний.
- В версии 4.2 появилась технология Google Sky, позволяющая рассматривать звёздное небо.
- В версии 5.0 была введена возможность просматривать трёхмерную карту дна морей и океанов.
- В версии 5.1 реализована поддержка antialiasing для Mac-версии.
- В программу встроен авиасимулятор (для запуска нужно нажать Ctrl+Alt+a)[36].
- Методика "Визуальный спутниковый поиск незаконных свалок" позволяет выявлять незаконные свалки посредством анализа картографического программного обеспечения. Google Планета земля - оптимальное ПО для поиска свалок за счет архивных спутниковых снимков[37]

## Просмотр картин музея Прадо
13 января 2009 года в сервисе Google Планета Земля был запущен проект «Шедевры Прадо в Google Earth». Теперь пользователи программы могут рассмотреть в разрешении 14 000 мегапикселей 14 полотен, находящихся в музее «Прадо» (Мадрид, Испания). Автор проекта — руководитель Google в Испании Клара Ривера. На подготовку проекта ушло более полугода, были подключены профессиональные фотографы, сделавшие более 8,2 тысячи снимков, которые с помощью компьютерных технологий были интегрированы в Google Планета Земля. В самом интерфейсе программы максимальное разрешение картин — 14 гигапикселей.

## Максимальное количество объектов
Так как Google не может уделить много внимания всем географическим объектам в мире, в некоторых регионах имеются только названия крупных объектов.
Для полноценного использования Earth и оперативного пополнения базы данных объектов используется несколько расширений, позволяющих импортировать в Earth данные из нескольких источников-сайтов.

## Сравнение версий
С 20 января 2015 года лицензию на использование Google Earth Pro можно получить бесплатно.
| Возможности ↓ / Продукт →      | Бесплатная версия | Про-версия    |
| ------------------------------ | ----------------- | ------------- |
| Печать изображений             | 1000 пикселей     | 4800 пикселей |
| Интеграция данных GPS          | да                | да            |
| Объявления                     | Факультативные    | да            |
| Поддержка по электронной почте | нет               | да            |
| Создание премиум-фильмов       | нет               | да            |
| Импорт и наложения изображений | да                | да            |
| Пакетное геокодирование        | нет               | да            |
| Измерение областей             | нет               | да            |

## Версии
Google Планета Земля была представлена для таких платформ, как MacOS, Linux, iOS и Android. Версия для Linux впервые вышла начиная с 4-й версии бета-версии Google Планета Земля в качестве собственного порта с использованием инструментария Qt. Фонд свободного программного обеспечения считает разработку бесплатного совместимого клиента для Google Планета Земля приоритетным проектом в сфере распространения свободного программного обеспечения. Google Планета Земля была выпущена для операционной системы Android 22 февраля 2010 года, а для iOS — 27 октября 2008 года. Мобильные версии Google Планета Земля могут использовать мультисенсорные интерфейсы для перемещения по земному шару, масштабирования или поворота изображения, и позволяют выбирать текущее местоположение. Версия Google Earth для автомобиля стала доступна в 2010 году на Audi A8.
| Версия | Дата выхода     | Изменения |
| ------ | --------------- | --- |
| 1.0    | июль 2001 г.    | |
| 1.4    | январь 2002 г.  | |
| 1.6    | февраль 2003 г. | |
| 1.7.2  | октябрь 2003    | |
| 2.2    | август 2004     | |
| 3.0    | июнь 2005       | - Первая версия, выпущенная после того, как Google приобрела Keyhole, Inc. |
| 4.0    | июнь 2006       | |
| 4.1    | май 2007        | |
| 4.2    | август 2007     | - представлен Google Sky - Добавлен симулятор полёта |
| 4.3    | апрель 2008     | - Первый выпуск, где был внедрён KML версии 2.2 - Добавлен Google Street View |
| 5.0    | май 2009        | - Представлен Google Ocean - Представлена возможность просматривать более ранние снимки |
| 5.1    | ноябрь 2009     | |
| 5.2    | июль 2010       | Последняя версия с поддержкой Mac OS X 10.4 Tiger (PPC & Intel) и 10.5 Leopard (PPC) |
| 6.0    | март 2011       | Добавлены трёхмерные деревья |
| 6.1    | октябрь 2011    | |
| 6.2    | апрель 2012     | Последняя версия с поддержкой Mac OS X 10.5 Leopard (Intel) |
| 7.0    | декабрь 2012    | - Добавлена поддержка данных 3D-изображений - Введён путеводитель |
| 7.1    | апрель 2013     | - Последняя версия с поддержкой Mac OS X 10.6 Snow Leopard и Mac OS X 10.7 Lion |
| 7.3    | июль 2017       | - Google Планета Земля Про стала стандартной версией для компьютеров. Бесплатный лицензионный ключ был также предоставлен Google для всех более ранних версий Pro.                                                                                          |
| 9.0    | апрель 2017     | - Полностью переработанная версия приложения. В настоящее время доступна только для Android, а также web-версия, работающая в браузере: earth.google.com/web. Приложением для ПК продолжает оставаться Google Планета Земля Про с регулярными обновлениями. |

### Google Планета Земля Про
Изначально Google Планета Земля Про была ориентированной на бизнес версией Google Планета Земля с такими функциями, как создание фильмов и импорт данных. Несмотря на то, что Google решил сделать Google Планета Земля бесплатной вплоть до конца января 2015 года, профессиональная версия была доступна за 399 долларов в год. Начиная с версии 7.3 и по настоящее время Google Планета Земля Про является стандартной версией приложения для компьютера. Pro версия включает в себя дополнительное программное обеспечение для создания фильмов, расширенной печати и точных измерений, и в настоящее время доступна для Windows, Mac OS X 10.8 или более поздней версии, а также Linux.

### Google Планета Земля Плюс
Google Планета Земля Плюс была платной подпиской на обновление Google Планета Земля, которая предоставляла клиентам функции, большинство из которых стало доступно в бесплатной версии Google Планета Земля. Работа платной подписки прекращена в декабре 2008 года.

### Google Планета Земля для предприятий
Google Планета Земля для предприятий разработана для использования организациями, подразделения которых могут воспользоваться возможностями программы, например, имея глобус, в котором хранятся данные компании, доступные любому сотруднику. 20 марта 2015 г. Google прекратил выпуск Google Планета Земля для предприятий. Поддержка релиза закончилась 22 марта 2017 г. Google Планета Земля для предприятий позволила разработчикам создавать карты и 3D-глобусы для частного использования и размещать их на платформе. Исходный код GEE Fusion, GEE Server и GEE Portable Server был опубликован на GitHub по лицензии Apache2 в марте 2017 года.

### Google Планета Земля 9
Google Планета Земля 9 — это версия Google Планета Земля. Впервые выпущена 18 апреля 2017 года и находится в разработке в течение двух лет. Главной особенностью этой версии был запуск новой веб-версии Google Планета Земля, которая в настоящее время доступна для Android, для iOS и для браузера, причём во всех браузерах, кроме Google Chrome, выводится предупреждение об экспериментальной версии. В версии 9 добавлена функция «Voyager», благодаря которой пользователи могут просматривать страницу портала, содержащую экскурсии, проводимые учёными и документалистами. В версии также добавлена кнопка «Мне повезет», представленная кубиком, который переводит пользователя в случайное место на Земле, а также показывает «Карту знаний», содержащую короткий отрывок из статьи Википедии о местоположении.

### Подключаемый модуль Google Планета Земля
API-сервис Google Планета Земля бесплатно давал возможность пользователям размещать версию Google Планета Земля на своих веб-сайтах. В 2008 году на конференции для разработчиков Google I/O 2008 продемонстрировал потенциальные приложения, такие как игра, в которой игрок управлял молочной машиной на поверхности Google Earth. Google Планета Земля API устарела по состоянию на 15 декабря 2014 г. и поддерживалась до 15 декабря 2015 г. Google Chrome прекратил поддержку API-плагинов Netscape (на который опирается API Google Планета Земля) к концу 2016 года.

### Google Earth VR
16 ноября 2016 года компания Google выпустила версию Google Планета Земля для виртуальной реальности для игровой платформы Steam. Google Планета Земля VR позволяет пользователям перемещаться с помощью контроллеров виртуальной реальности и в настоящее время совместима с гарнитурами виртуальной реальности Oculus Rift и HTC Vive. 14 сентября 2017 года, в рамках обновления 1.4 Google Планета Земля VR, Google добавила поддержку Street View.

## Некоммерческая программа Google Earth Outreach
Google Earth Outreach — это благотворительная программа, с помощью которой Google оказывает содействие некоммерческим организациям. Начиная с 2007 года содействие часто выражается в предоставлении слоёв, представленных в Google Планета Земля, что позволяет пользователям просматривать некоммерческие проекты и их цели путём перехода к определённым связанным местам на картах. Google Earth Outreach предлагает онлайн-обучение по использованию Google Планета Земля и Google Maps для общественного образования по вопросам, затрагивающим как отдельные регионы, так и весь земной шар. В июне 2008 года было проведено обучение 20 племён тропических лесов Амазонки, таких как Суруи, чтобы помочь им сохранить свою культуру и повысить осведомлённость о проблеме исчезновения лесов.
Некоммерческие организации, представленные в Google Планета Земля в рамках программы Outreach, включают Arkive, Фонд всемирного наследия, WaterAid и Всемирный фонд дикой природы.

### Коллекции файлов KMZ
- Географические координаты объектов из Википедии (англ.) (языковые разделы: RU, DE, EN, …)
- Коллекции файлов KMZ для Google Earth (рус.) сайта GooGIS.info
- Google Earth Explorer (англ.) Коллекция интересных мест (недоступная ссылка с 02-11-2013 [4274 дня])
- Roll’n’Zoom (англ.) и ещё одна коллекция

### Динамические слои (KML) для загрузки в Google Earth
- Все фотографии Panoramio, популярные
- WikiMapia (статья)
- Динамический слой Wikipedia
- Динамический слой горных перевалов и вершин